# 남부쿠스쿠스
남부쿠스쿠스(Phalanger mimicus)는 쿠스쿠스과에 속하는 유대류의 일종이다. 오스트레일리아쿠스쿠스와 회색쿠스쿠스 등으로도 불린다. 나무 위에서 생활하는 수상성 동물이며, 오스트레일리아(케이프요크반도)와 뉴기니섬 남부 그리고 아루 제도에서 발견되는 것으로 추정하고 있다. 최근까지 동부쿠스쿠스와 같은 종으로 그리고 그 이전에는 북부쿠스쿠스와 같은 종으로 간주했다.